# Cmentarz Komunalny i Wojskowy w Ełku
Cmentarz Komunalny i Wojskowy w Ełku – główny cmentarz miejski w Ełku. Obiekt figuruje w Rejestrze Zabytków – nr rej.: A-2617 z 18.01.1989.
Cmentarz w obecnej lokalizacji za rynkiem za rzeką Ełk znajduje się od 1788 roku, kiedy został przeniesiony z centrum miasta z powodów sanitarnych i logistycznych.
Na cmentarzu znajdują się zarówno polskie nagrobki w większości powstałe w PRL-u i III RP jak i zabytkowe niemieckie nagrobki, które stawiano tam do 1945 roku.

## Cmentarz Wojskowy

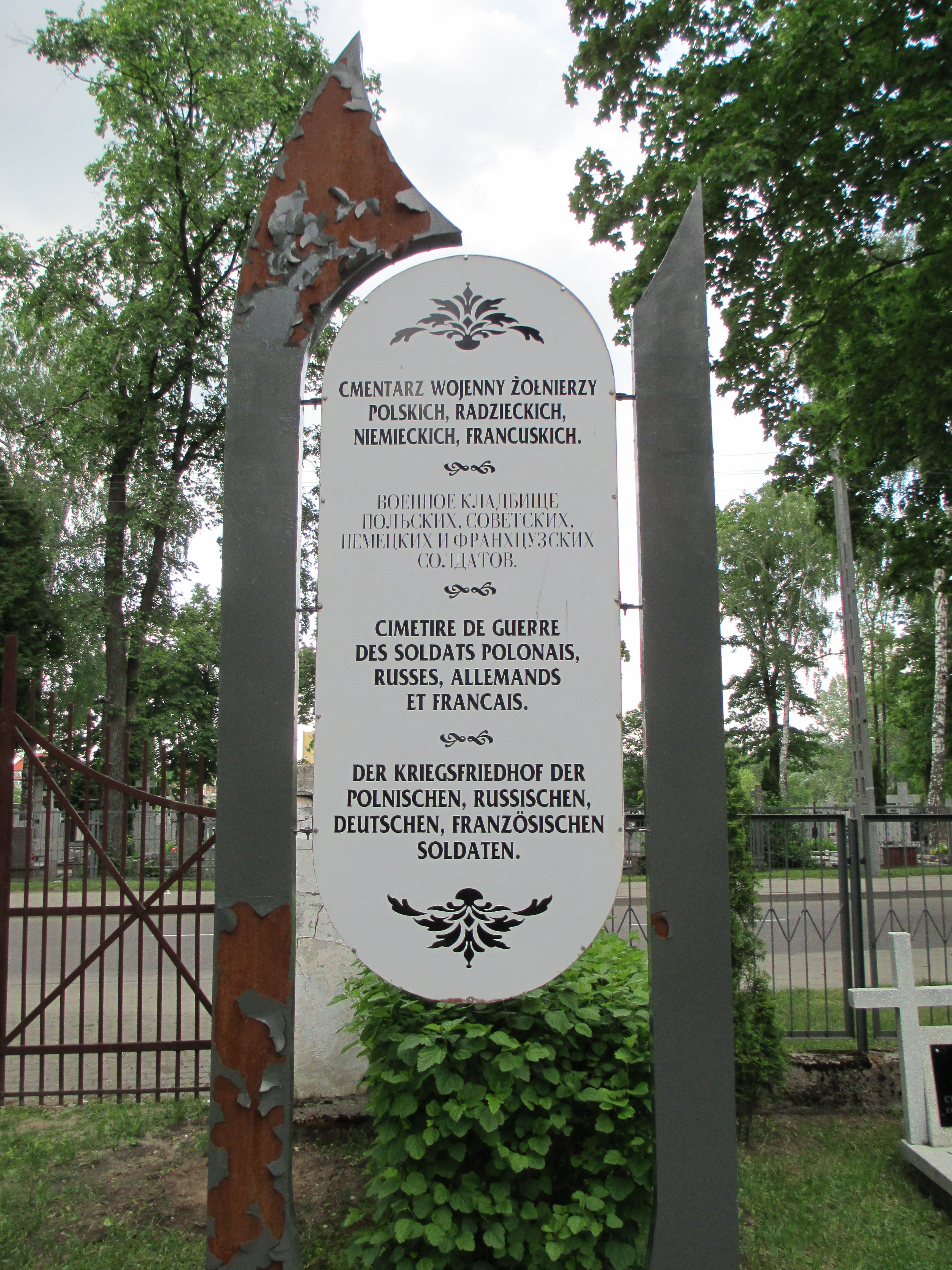
Tablica Cmentarza Wojennego

W obrębie cmentarza znajdują się kwatery żołnierzy rosyjskich i niemieckich z I wojny światowej oraz polskich, niemieckich, francuskich i radzieckich z II wojny światowej. Cmentarz założony w 1914 roku, na którym położonych jest 219 betonowych steli ustawionych w rzędach, wokół których zasadzona jest trawa. Kwatery wydzielone są alejkami żwirowymi. Cmentarz wojenny wyodrębniony jest od cmentarza komunalnego szpalerem żywopłotu z grabu. Wojskowa nekropolia przeszła renowację w 2008 roku.

## Współczesne losy cmentarza
Z powodu niewielkiej ilości miejsca na nowe pochówki w 1995 roku powstał mniejszy Cmentarz Komunalny nr 2 zlokalizowany przy ul. Towarowej na terenie ełckiej podstrefy Suwalskiej Specjalnej Strefy Ekonomicznej, oddalony od starego cmentarza o niecały kilometr. Jednakże z powodu ograniczonej ilości miejsc powstał projekt budowy nowego cmentarza w podełckich Bartoszach przy obecnym niemieckim cmentarzu wojennym z I i II wojny światowej.

## Pochowani na cmentarzu
- Marian Sołtysiak - żołnierz Armii Krajowej

## Galeria

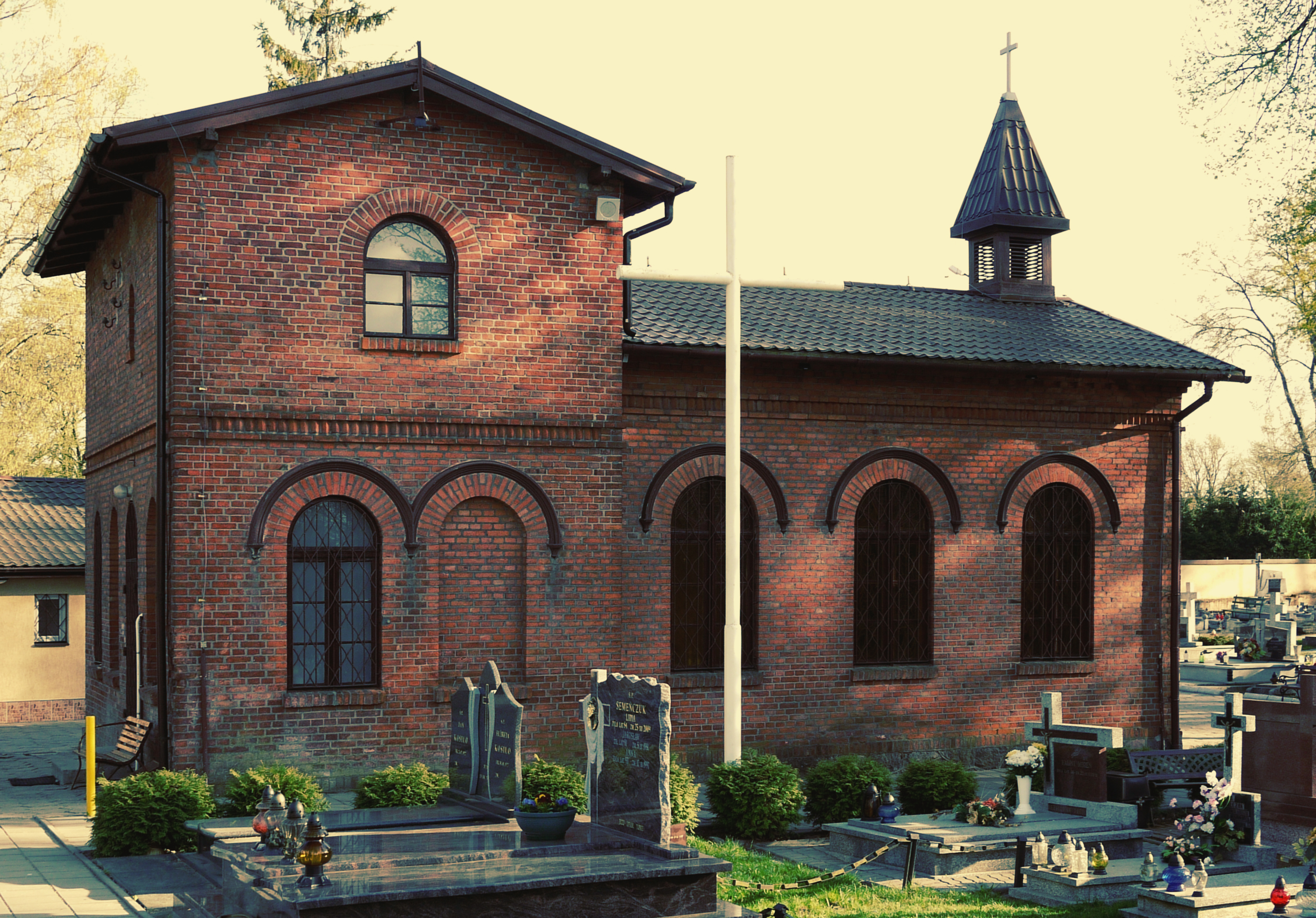
Kaplica cmentarna
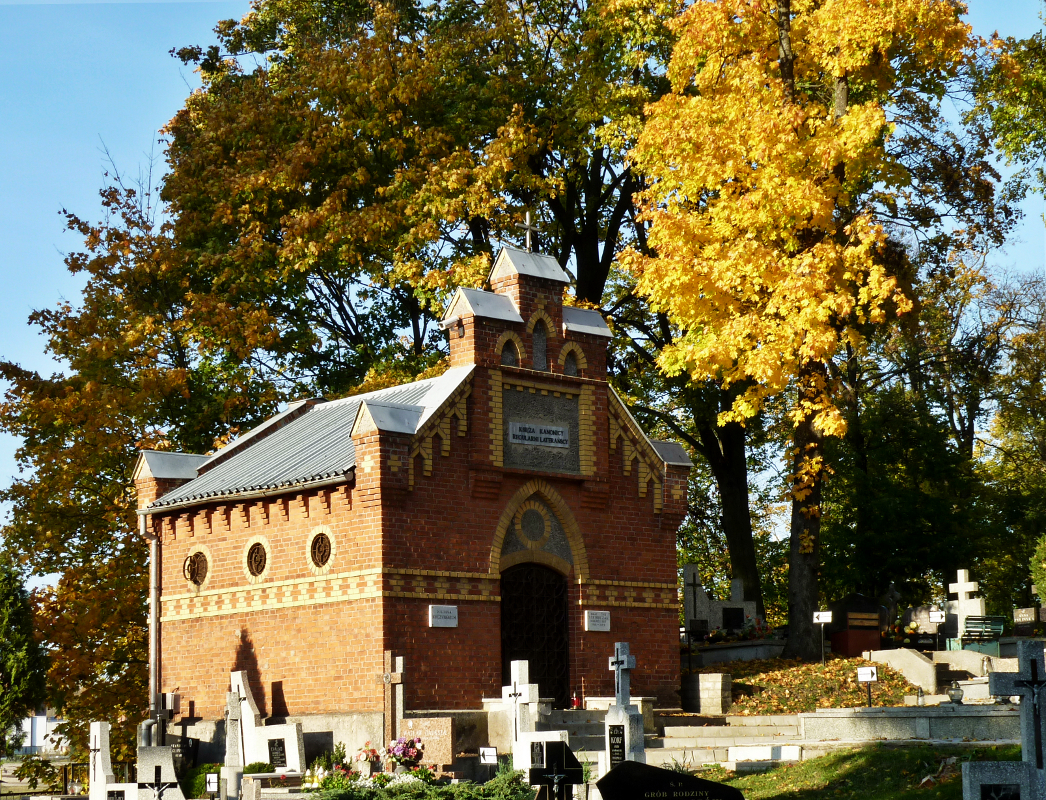
Kaplica Kanoników Regularnych Laterańskich
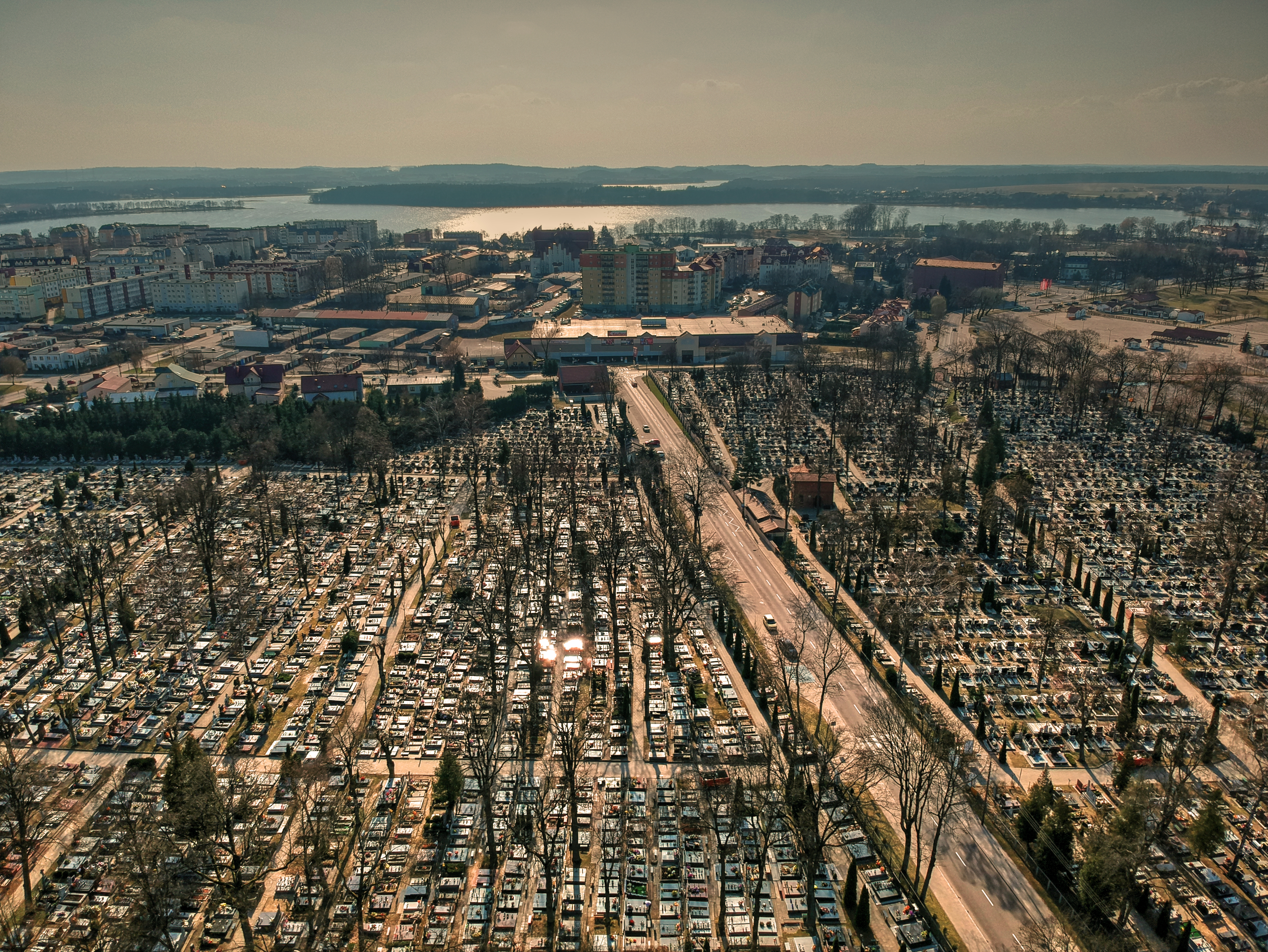
Cmentarz z lotu ptaka
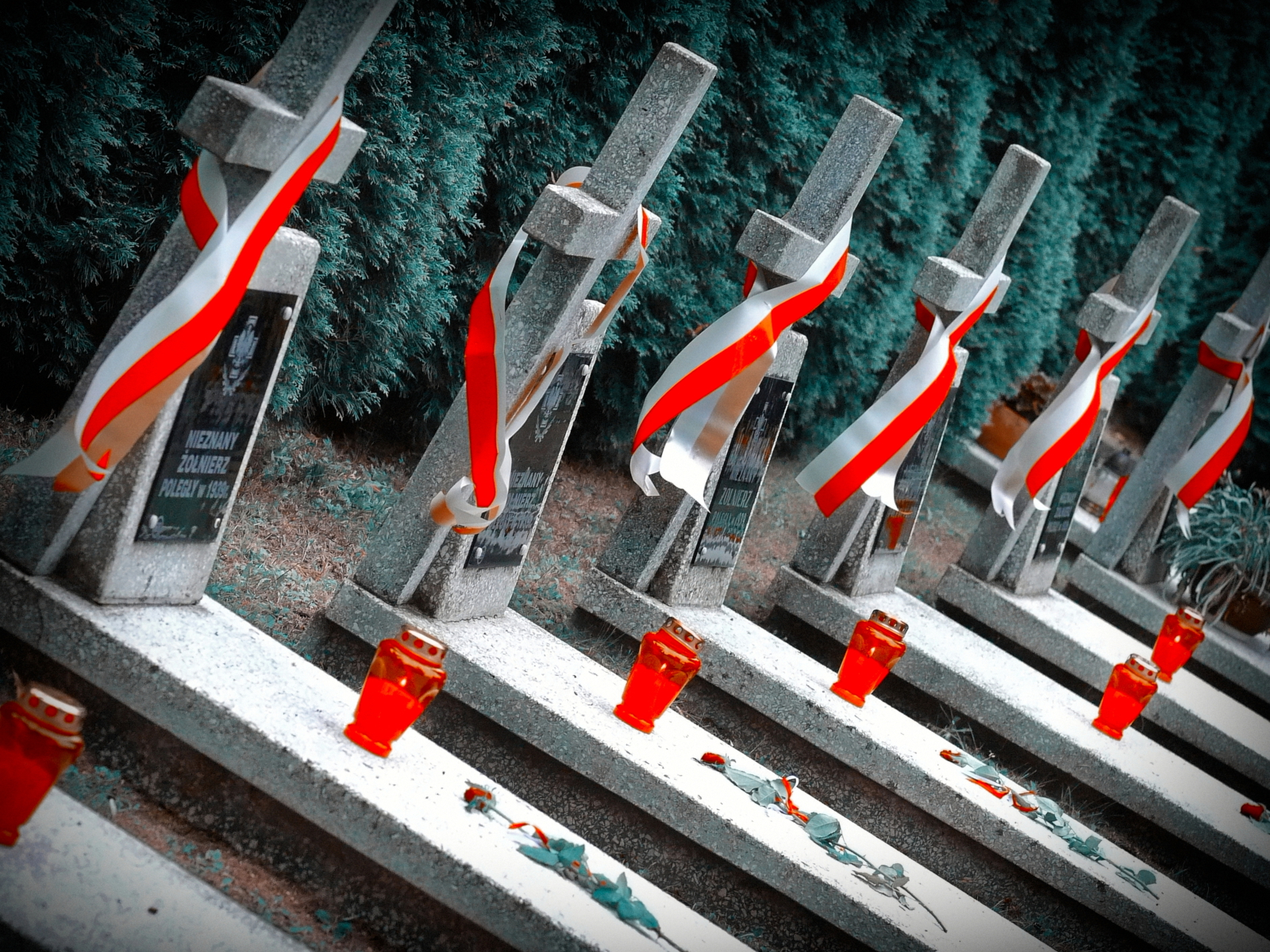
Kwatera żołnierzy polskich